# Tracy (album)
Tracy è il primo e unico album di Tracy Spencer, uscito nel 1987. In Italia il disco raggiunse la top 20, salendo fino al n° #14.

## Tracce
1. Take Me Back – 4:15
2. Tonight – 3:46
3. Never Too Late – 4:21
4. Dancing in the Moonlight – 5:25
5. Casanova – 3:55
6. Energy – 3:47
7. Love Is Like a Game – 3:24
8. Mistery – 3:19
9. Run to Me – 3:21